# Yuliya Lozhechko
Yuliya Aleksandrovna Lozhechko (en russe : Юлия Александровна Ложечко) est une gymnaste russe née le 14 décembre 1989 à Briansk.

## Palmarès

### Championnats d'Europe
- Debrecen 2005
  -  médaille de bronze au concours général individuel.

- Amsterdam 2007
  -  médaille d'or à la poutre.
  -  médaille de bronze par équipe.